# Jikradia olitorius
Jikradia olitorius är en insektsart som beskrevs av Thomas Say 1830. Jikradia olitorius ingår i släktet Jikradia och familjen dvärgstritar. Inga underarter finns listade i Catalogue of Life.